# 보워민군

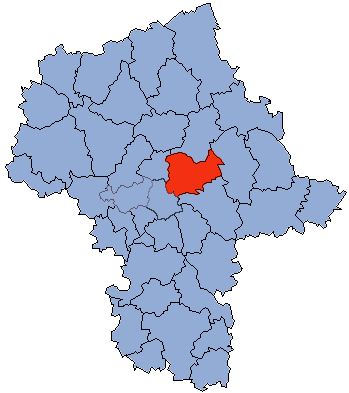
마조프셰주 지도에 표시된 보워민군의 위치

보워민군(폴란드어: powiat wołomiński)은 폴란드 마조프셰주에 위치한 군으로 군청 소재지는 보워민이며 면적은 955.37km2, 인구는 247,288명(2019년 기준), 인구 밀도는 260명/km2이다.
북쪽으로는 비슈쿠프군, 동쪽으로는 벵그루프군, 남동쪽으로는 민스크군, 남서쪽으로는 바르샤바시, 서쪽으로는 레기오노보군과 접한다. 12개 지방 자치체(4개 도시, 3개 도시형 농촌, 5개 농촌)를 관할한다.

군 문장